# Waq-Waq
Ne doit pas être confondu avec Wāqwāq.

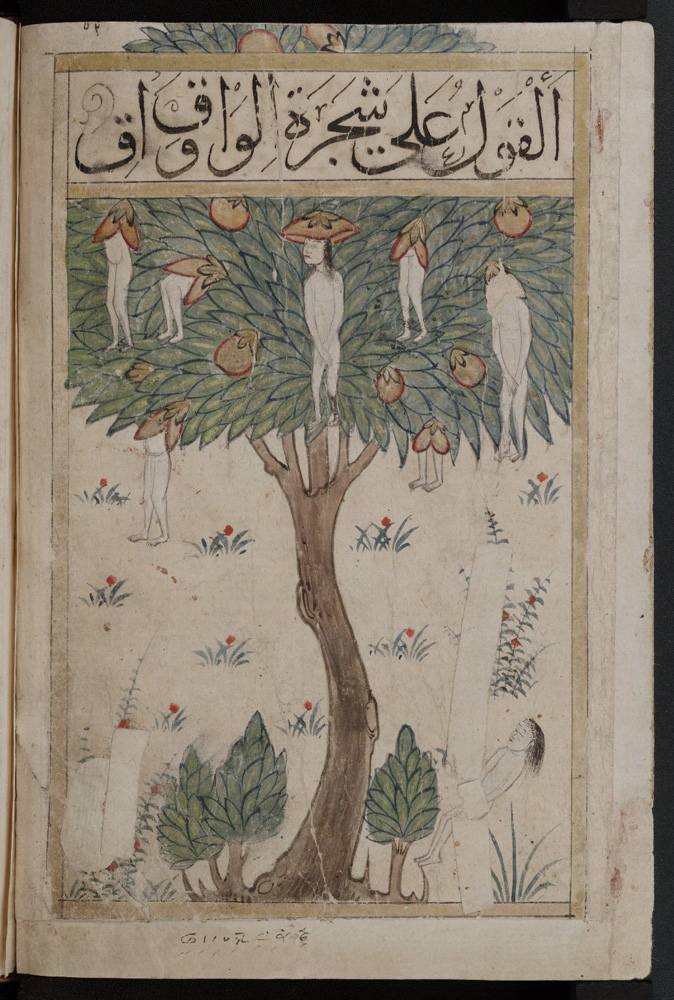
L'arbre waq-waq. Illustration d'un manuscrit arabe connu comme le "Livre des Merveilles" - entre 1390 et 1450.

Waq-Waq est le nom qui, dans les ouvrages de géographie arabes du VIIIe au XIIIe siècle, désigne les populations de l'Asie du Sud-Est insulaire, c'est-à-dire les Indonésiens actuels. C'est aussi le nom d'un archipel présent dans plusieurs contes des Mille et Une Nuits.

## Description dans la littérature arabe ancienne

### LeLivre des curiosités
Le Livre des curiosités (en) (en arabe Kitāb Gharā'ib al-funūn wa-mula' al-'uyūn), ouvrage anonyme compilé en Égypte dans la première moitié du XIe siècle, parle de l'arbre waq-waq. C'est un arbre fabuleux qui porte des fruits humanoïdes. Dans cet ouvrage, les pays des Waq-Waq est une terre fabuleuse située, parfois sur la côte est de l'Afrique, parfois en Asie du Sud-Est.

### LeLivre des merveilles de l'Inde
Dès avant l'an mil, de nombreux échanges commerciaux étaient réalisés avec les commerçants arabes mais aussi de l'Ouest de l'archipel indonésien. Dans son Livre des merveilles de l'Inde, le capitaine persan Ibn Shahriyar rapporte le témoignage d'un marchand arabe du nom d'Ibn Lakis qui, en 945, voit arriver sur la côte du Mozambique un millier d'embarcations montées par des Waq-Waq qui viennent d'îles « situées en face de la Chine », chercher des produits et des esclaves zeng, mot arabe qui désigne à l'époque les habitants de la côte est de l'Afrique.

### Hassan de Bassorah
Dans le conte Hassan de Bassorah (ou Hasan al-Basri), présent dans certaines éditions des Mille et Une Nuits, le héros part chercher son épouse dans les lointaines îles Wak-Wak. Dans sa traduction, Richard Francis Burton écrit une note sur ce nom mystérieux. Deux autres notes sur ces îles figurent dans l'édition revue et augmentée par Michel Léturmy, d'après la traduction d'Antoine Galland,.
Tous deux comparent ces îles dirigées par des femmes au mythe des Amazones ainsi que, pour Burton, à un passage du Livre de Marco Polo. Le marchand vénitien évoque deux îles situées à 500 milles aux sud de Mekran et autant au nord de Socotra, dans l'océan Indien : Mâle et Femelle (ou Féminie). Séparées de trente milles l'une de l'autre, elles sont respectivement peuplées uniquement d'hommes et de femmes. Ses habitants sont des chrétiens baptisés et respectent les règles de l'Ancien Testament. Lorsque leurs femmes sont enceintes, les hommes n'ont plus de rapport avec elle ; lorsqu'elles ont des filles, ils s'abstiennent ensuite pendant quarante jours. Ils n'ont pas de seigneur, mais un évêque subordonné à l'archevêque de Socotra. Ils ont aussi leur propre langue. Chaque mois de mars, les hommes quittent Mâle pour Femelle et y restent trois mois, pendant lesquels ils prennent plaisir avec leur femme. Ensuite, ils retournent chez eux pour travailler et commercer pendant les neuf autres mois. Si les femmes ont des filles, elles les gardent avec elles ; si elles ont des garçons, elles les élèvent pendant quatorze ans, avant de les envoyer chez leur père. Dans leur île, les hommes ont de l'ambre fin en grande quantité. En plus de se nourrir de viande, de lait et de riz, ces bons pêcheurs prennent beaucoup de grands poissons qu'ils font sécher, qu'ils mangent ou vendent aux marchands de passage. De leur côté, les femmes ne font rien d'autre qu'élever leurs enfants et se nourrir des fruits de leur île ; les hommes leur fournissant tout ce qui est nécessaire. Pierre-Yves Badel souligne que c'est une variante de la légende des Amazones. Toujours selon lui, certains traits (les hommes qui vont vers les femmes, durée de leur séjour) semblent venir des usages attribués aux Brahmanes par Palladios dans son ouvrage Sur les peuples de l'Inde et les Brahmanes.
Guillaume-Stanislas Trébutien, dans une note de sa traduction de 1828 du conte, précise que d'après les géographes orientaux, ces îles, au-delà desquelles il n'existe rien de connu, sont au nombre de six-cents et seraient dans la partie la plus orientale de la mer de Chine. Il y pousserait un fruit semblable au corps d'une femme. Parmi ces îles se trouve celle de Dhahat (ou Dhahi), qui a donné son nom à la mer. Trébutien mentionne aussi l'opinion de Louis-Mathieu Langlès, fournie dans une note de sa traduction de Sindbad le Marin (voir ci-dessous) ; mais il estime qu'elle ne peut faire autorité, n'étant pas motivée.
Edward William Lane, dans une note de sa traduction du conte datant de 1855, cite des travaux de géographes arabes pour présenter ces îles,.

### Sinbad le marin
Certaines traductions de Sinbad le marin, comme celle d'Antoine Galland, décrivent l'océan Indien comme ayant « d’un côté pour bornes les côtes d’Abyssinie, et quatre mille cinq cents lieues de longueur jusqu’aux isles de Vakvak ». Dans une édition de Galland complétée par Jean Jacques Antoine Caussin de Perceval, une note stipule que « Ces isles, selon les Arabes, sont au-delà de la Chine, et ainsi appelées d’un arbre qui porte un fruit de ce nom. Ce sont probablement les isles du Japon ».
Langlès, dans une note de sa traduction de Sindbad le Marin datant de 1814, dit : « Ouâc, ou bien ouac-ouâc, me paroît désigner les îles de la Sonde, et non pas celles du Japon, comme l'ont cru quelques savans Européens. Les géographes Orientaux en font monter le nombre à six cents, et y placent un fruit qui ressemble au corps d'une femme c'est une espèce de coco, ce qui m'avait fait pencher pour les Maldives : mais j'aurai peut-être occasion de discuter les raisons qui m'ont décidé pour les îles de la Sonde ».
Dans la traduction par Édouard Gauttier d'Arc (1822-1823), qui mentionne aussi ces îles, une note explique que : « Ces îles, situées selon les Arabes, au-delà de la Chine, sont ainsi appelées d’un arbre qui porte un fruit de ce nom, et qui ressemble au corps d'une femme. Quelques orientalistes pensent que ce sont les îles du Japon ; d'autres, les îles de la Sonde ».